# 仔鹿リナ
仔鹿 リナ（こじか りな、1975年2月18日 - ）は、日本の女性漫画家・イラストレーター。栃木県宇都宮市出身・在住。血液型はA型。とちぎ未来大使、宇都宮愉快市民（うつのみやPR大使)。 

## 略歴等
- 漫画家を夢見るようになったのは小学生の頃で、以後夢中で描いていた。宇都宮文星短期大学美術デザイン科在学中に友人と共同で出していた同人誌が編集者の目に止まり、短編マンガややイラストを発注されるようになった。受賞してのデビューではないため短大卒業後は、アルバイトとの掛け持ちの生活であった[1]。
- 結婚後に、育児を題材としたエッセイマンガを連載していた雑誌の新企画として、宇都宮市中央卸売市場内の青果卸会社勤務の夫の実話ネタをもとに描かれたのが「うちのダンナは野菜バカ」と「八百森のエリー」である[2][3][1]。
- 2018年4月23日 栃木県知事よりとちぎ未来大使に委嘱された。この日は八百森のエリー第2巻の発売日でもある[4]。
- 2022年10月開催の第77回国民体育大会（いちご一会とちぎ国体）関係者向け弁当の包装紙デザインしたほか、宇都宮市PR用のぬりえ制作し宇都宮市長より感謝状を贈られた[5]。

## 連載
- 八百森のエリー（『モーニング』、講談社、2017年43号）[6]→ウェブコミックマンガ on ウェブへ移籍し同誌休刊以降は各電子書籍サイトで連載配信している。
  - 青果市場を舞台とした作品
  - モーニングでは5巻打ち切りを通告されたが、ストーリー終結構想を練るために休載を申し出るも却下されたことを要因として揉めて、終結しないまま連載終了となった[7]。

## 単行本
- 王子、恋に堕ちる。（宙出版ミッシィコミックス、2008年）
- 私の子育てやりすぎですか？（ぶんか社、2014年）
- うちのダンナは野菜バカ（ぶんか社、2015年）
- 八百森のエリー１～４（講談社、2017年）
- 八百森のエリー１～５電子版（電書バト、2020年～続刊）

## 原作付き単行本
- 愛する人と出会って しあわせな結婚をする たった9つの魔法（宙出版、2012年）※漫画を担当、原案は藤沢あゆみ。
- 男おいらん (白泉社、2016年) ※原作は内藤みか

## 社会的活動
- 2022年
  - 5月 テレビ朝日系ドラマ「恋に無駄口」美術協力し作中の漫画作品を手掛ける。
  - 7月 宇都宮大学農学部 公募型実習 ポスター制作
  - 9月 大分県の交通安全CM「真田幸村が異世界転生した県」のキャラクターデザインおよびマンガ制作を担当。声優は関智一[8]
  - 9月 公益社団法人 大日本農会「農業」令和4年9月号に寄稿。エッセイ「おいしいは、経験から」
  - 10月 JA和歌山「ココ・カラ・和歌山」販促パンフフレット漫画制作
  - 10月  「いちご一会とちぎ国体」弁当包装紙イラストを担当[1]

- 2023年
  - 2月 栃木県営「とちぎ結婚支援センター」HP内「TOCHI婚シェルジュ・マンガでみるキュン活ストーリー」漫画制作
  - 2月28日 ハワイ大学、ハワイシークレットハーツ女学院（英語版）にて講演＋ワークショップを開催[9]
  - 4月 文星芸術大学非公式のマスコットキャラクター「文星あーとクン」を制作[10]、同年7月に栃木県公認の「とちキャラーズ」加入[11]
  - 5月6日 - とちてれ★アニメフェスタ!にて、漫画家の一葵さやかと共にトークショー[12]
  - 11月20日 「マルケンみかん」の販促パンフレットおよび公式サイト掲載マンガ（八百森のエリー特別編）制作[13]
  - 11月25日 「第16回うつのみや人づくりフォーラム」講演およびイベントのポスター・メインビジュアル制作[14]

## メディア出演
ラジオ
- 宇都宮プライド 愉快なラジオ（RADIO BERRY、2021年5月21日）ゲスト出演[15]
- 健康三種の神器（コミュニティFM放送局「ミヤラジ」、2023年4月17日[16]・5月29日[17]・6月19日[18]） ゲスト出演

テレビ
- イブ6プラス（とちぎテレビ、2022年2月）ゲストコメンテーター
- イブ6プラス「とちぎ未来大使に聞け！漫画家 仔鹿リナさん」（とちぎテレビ、2023年8月 ）
- 日経モーニングプラスFT 特集『農産物流通 黒子の重要性「八百森のエリー」』インタビュー（2023年11月9日、テレ東BIZ）[19]
- 円卓コンフィデンシャル（テレビ東京、2024年1月7日「マンガビジネス最前線」[20]）